# Morbier (Käse)

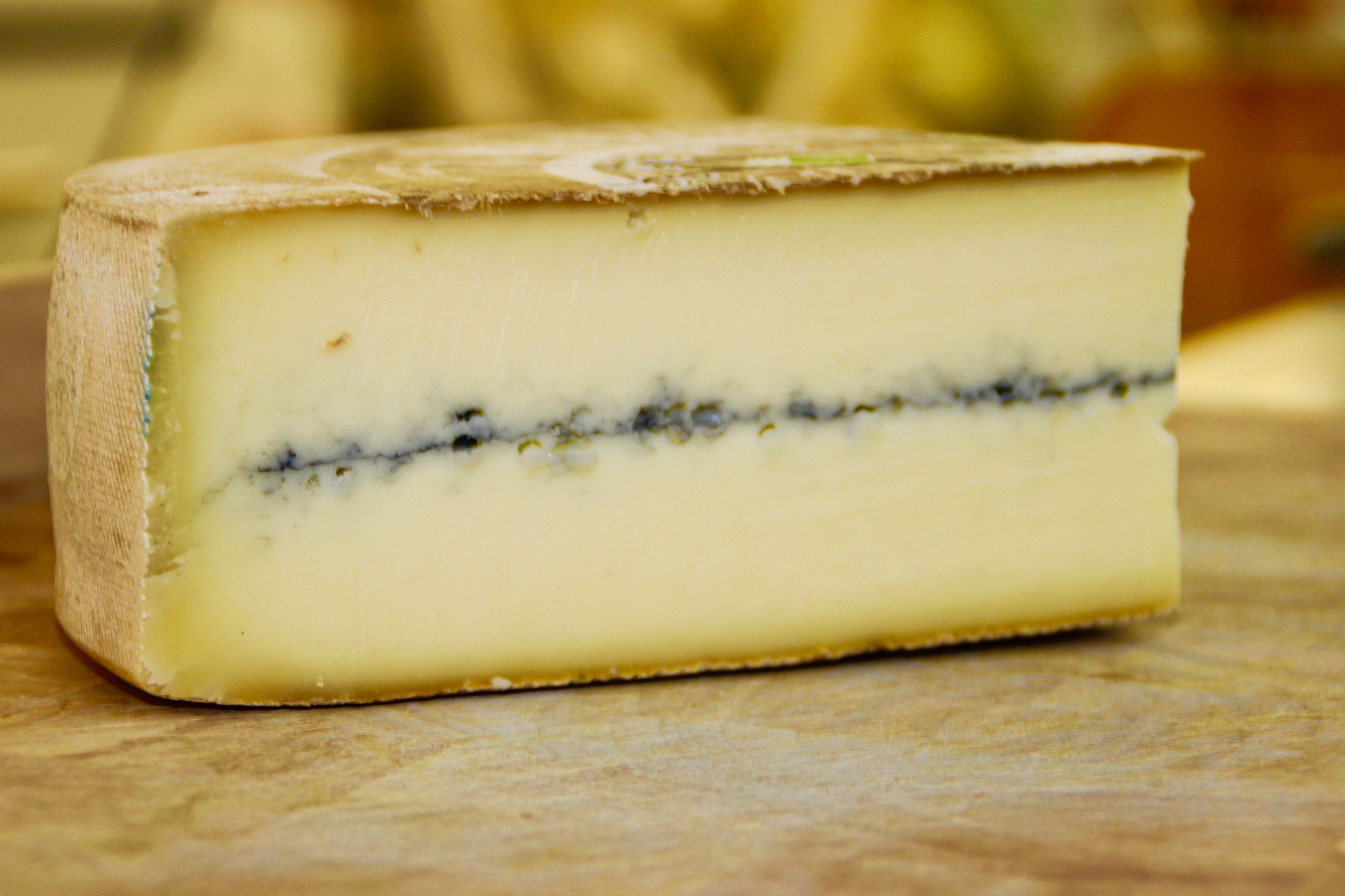
Morbier

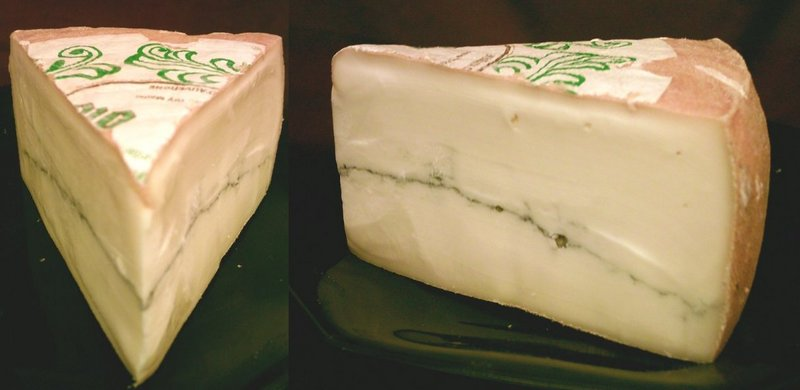
Morbier

Morbier ist ein französischer Käse aus Kuhmilch.

## Geschichte
Der halbfeste Schnittkäse mit mindestens 45 % Fett in der Trockenmasse ist EU-weit als Appellation d’Origine Protégée (AOP, deutsch Geschützte Ursprungsbezeichnung, g. U.) geschützt.
Der Käse ist seit dem 18. Jahrhundert bekannt, erhielt jedoch erst im Jahr 2000 den Schutzstatus einer Appellation d’Origine Contrôlée (AOC) und 2002 den AOP-Schutz. Seinen Namen erhielt er von der gleichnamigen Gemeinde im Département Jura.
Der aufgeschnittene Käse ist sofort an einem Streifen aus Pflanzenasche zu erkennen, der sich waagrecht durch den Käse zieht. Die Entstehung dieses Streifens hängt mit der Art der ursprünglichen Herstellung des Käses vor mehr als 200 Jahren zusammen. Damals konnten einsam gelegene Höfe in den Wintermonaten die Milch ihrer Kühe nicht ins nächste Dorf bringen. Da die Milch einer kleineren Herde nicht zum Käsen eines großen Comté-Rades reichte, stellten die Bauern in dieser Jahreszeit einen kleineren Käse her. Hierzu schichteten sie den Bruch der Milch vom morgendlichen Melkgang auf den des Abends. Damit sich auf dem frischen Bruch keine Kruste bildete und um ihn gegen Austrocknung und Verkeimung zu schützen, wurde die Käsemasse morgens mit Holzasche bestreut. Am Abend wurde dann der Bruch des zweiten Melkgangs auf die bereits vorhandene Käsemasse gegeben und gepresst.
Heute wird der Morbier meist industriell hergestellt und schmeckt eher mild, die Schicht aus Pflanzenasche ist in diesem Fall reine Verzierung. Morbier wird aber auch noch in kleinen Mengen handwerklich aus Rohmilch, zum Teil aus Milch aus biologischer Landwirtschaft erzeugt, diese Varianten sind meist würziger.

## Herstellung
Die Rohmilch (von Kühen der Rassen Montbéliarde oder Simmental française) wird dickgelegt, die Gallerte geschnitten und der Bruch gepresst, zwischen zwei Lagen wird eine Schicht Asche eingestreut. Der Käse reift neun bis zehn Wochen (mindestens 45 Tage); als optimaler Genusszeitraum gelten die Monate April bis Oktober, aber auch frühere oder spätere Morbiers können sehr gut sein.

## Eigenschaften
Die radförmigen Käselaibe mit einem Gewicht von fünf bis acht Kilogramm (30–40 cm Durchmesser bei einer Höhe von 5–8 cm) haben einen geschmeidigen, schnittfesten, speckigen Teig von elfenbeinfarbig bis goldgelber Farbe mit einer typischen blauschwarzen Ascheader in der Mittelebene der Torte. Die Rinde ist dünn und elastisch und geht von hellgrau bis in ein orangefarbenes Beige. Aroma und Geschmack des Käses sind je nach Reifezustand mild und feinwürzig über leicht fruchtig bis kräftig cremig-aromatisch.

## Herstellungsgebiet und Schlüsselzahlen
Die Produktionsfläche erstreckt sich über das Juramassiv zwischen 500 und 1500 Höhenmetern überwiegend in den Départements Doubs, Jura sowie in einigen Gemeinden der Départements Ain und Saône-et-Loire über rund 10.000 km². An der Produktion sind 1026 Betriebe beteiligt, 975 Milchproduzenten, 41 Käsereien (zwei Hofkäsereien, 26 Käsereigenossenschaften und 13 Industriebetriebe) und 53 Veredlungsbetriebe, die insgesamt 7.000 Tonnen Käse produzieren (Zahlen aus 2005).